# 푸라나

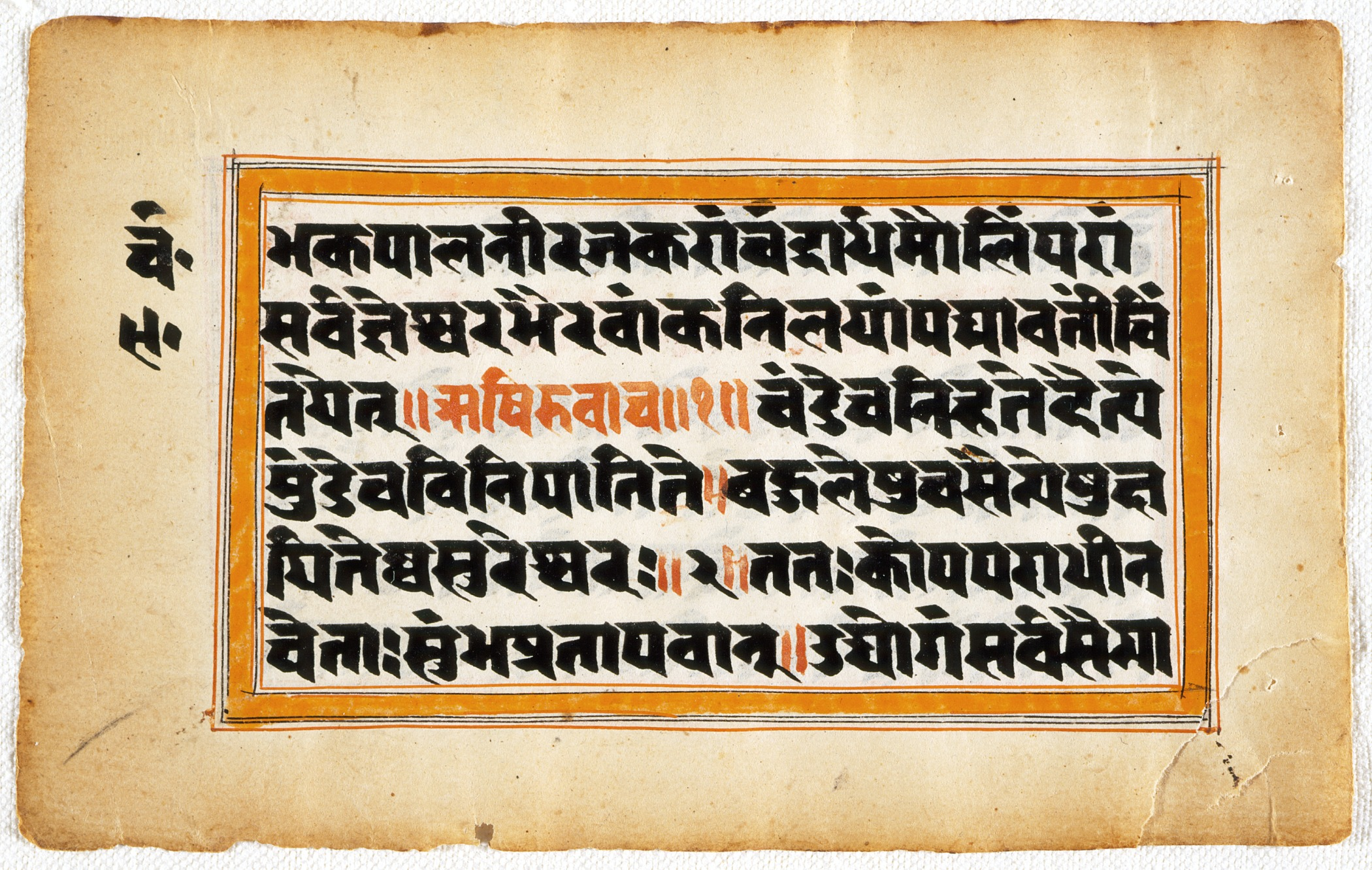

푸라나(산스크리트어: पुराण purāṇa)는 고대 인도의 힌두교 · 자이나교 · 불교의 종교적인 문헌들의 중요한 한 장르를 가리킨다. 흔히 "푸라나"라고 하면 이 중에서 특히 힌두교 경전의 한 장르를 뜻하는 경우가 많다. "푸라나"의 문자 그대의 뜻은 "고대 또는 옛날에 속한다"이다. 푸라나는 일반인들을 위해 종교적 가르침을 쉽게 만든 것이며 주로 이야기 형식을 통해 전해지므로 푸라나는 종교적인 설화집이라 할 수 있다.
이 문서는 힌두교의 푸라나에 대해 특히 다루며, 불교의 푸라나 또는 자이나교의 푸라나라고 별도로 명기하지 않은 경우 힌두교의 푸라나를 가리킨다.
푸라나는 우주의 창조에서 소멸까지의 우주의 역사에 대한 설화, 왕 · 영웅 · 성인 · 반신들에 대한 설화, 힌두교의 우주론과 철학, 힌두교 관련 지리에 대한 내용 등을 담고 있다.
각 푸라나는 대체로 특정한 신을 집중적으로 다루는데 그 신에 대해 풍부한 종교적 · 철학적 관념이 부여되어 있으며 따라서 힌두교의 특정 신에 대해 보다 자세히 이해할 수 있는 문헌이 된다. 보통 푸라나는 한 사람이 다른 사람에게 무언가를 이야기 해주는 "이야기 형식"으로 되어 있다. 푸라나에 나오는 이야기들은, 신은, 진실로, 인간적인 관념과 생각으로는 믿기도 어려울 뿐만 아니라 이해할 수도 없는 불가해한 존재이므로 신에게 자신을 헌신("박티")하는 것이 중요하다고 힌두교인들에게 가르친다.
푸라나는 토착어 또는 방언으로 된 번역본들이 있으며, 주로 힌두교의 브라만 학자들이 이 번역본들을 이용하여 이야기를 하는 형식으로 힌두교 신자들에게 전해진다. 주로 카타(Katha: 힌두교의 종교적인 이야기의 시간 또는 행사)를 열어서 전해진다. 순회 여행을 하는 브라만의 경우 한 신전에 몇 주를 머무르면서 특정 푸라나의 일부를 이야기 형식으로 전하는데, 대체로 박티, 즉, 신에 대한 헌신의 관점에서 이야기가 이루어진다.

## 힌두교의 푸라나

### 기원
힌두교 전통에 따르면, 《마하바라타》의 저자인 브야사(Vyasa)가 푸라나들의 편찬자인 것으로 되어 있다. 그러나, 이 전통적인 견해와는 달리, 푸라나들이 가장 최초로 글로 쓰여진 때는 굽타 제국(3~5세기) 시대인 것으로 측정된다. 그리고 다른 문헌에서 나타나는 언급들을 비롯한 연대 측정 수단들에 의할 때 다수의 푸라나들이 이 시대와 그 이후의 시대들에 속한 것으로 여겨지고 있다. 그리고 푸라나는 인도 전역에서 작성된 것으로 보인다.
그러나 푸나라가 문헌의 형태로 나타난 시기가 곧 푸나라가 기원된 시기를 말하는 것은 아니다. 푸라나들은 글로 쓰여지기 오래전부터 구전의 형태로 전수되어 왔다. 또한 이러한 구전 전수와 더불어 푸라나 문헌들은 점차적으로 수정되어 16세기와 현재로 전해져 내려 왔다.

### 푸라나 문헌
많은 문헌들이 푸라나로 지목되는데 주요한 것들은 다음과 같다.
- 마하푸라나(Mahāpurāṇas): 가장 중요시 되는 푸라나 문헌으로 총 18종이 있다.
- 우파푸라나(Upapurāṇas): 보조적인 푸라나 문헌이다. 총 18종이 있다고도 말하여진다.
- 스탈라 푸라나(Sthala Puranas): 특정 신전들의 미덕을 칭찬한 문헌으로 신전의 창건과 영적인 역사를 전한다.
- 쿨라 푸라나(Kula Puranas):  특정 카스트의 근원과 전설을 다룬다.

## 참고 문헌
- Palmer, Martin (ed.) (2004). 《World Religions》 (영어). London: HarperCollins Publishers.
- Johnson, W.J. (2009). 《A Dictionary of Hinduism》 (영어). Oxford University Press. ISBN 978-0-19-861025-0.
- Singh, Nagendra Kumar (1997). 《Encyclopaedia of Hinduism》 (영어). ISBN 8174881689.